# 縄文カレンダー
縄文カレンダー（じょうもんカレンダー）とは縄文時代の食料の季節変化を円に書いて表したものである。小林達雄が提唱したもので、縄文人が、季節の変化を考慮した計画的な労働を展開していたことを示すものとされる。